# Hypoxestinus
Genre
Hypoxestinus est un genre d'opilions laniatores de la famille des Assamiidae.

## Distribution
Les espèces de ce genre se rencontrent au Congo-Brazzaville, au Congo-Kinshasa et au Cameroun.

## Liste des espèces
Selon World Catalogue of Opiliones (12/06/2021) :
- Hypoxestinus frontalis Roewer, 1935
- Hypoxestinus nkogoi Roewer, 1927

## Publication originale
- Roewer, 1927 : « Weitere Weberknechte I. 1. Ergänzung der: "Weberknechte der Erde", 1923. » Abhandlungen des Naturwissenschaftlichen Vereins zu Bremen, vol. 26, p. 261–402.